# スティーヴィー・ヤング
スティーヴィー・ヤング（Stevie Young、1956年12月11日 - ）は、スコットランド出身のギタリスト。ハード・ロック・バンドAC/DCのギタリストであるアンガス・ヤングとマルコム・ヤングのヤング兄弟の甥にあたり、1988年のAC/DCのアメリカ・ツアーでは、マルコムの代役としてステージに上がった。2014年からマルコムの病状悪化による脱退に伴い後任としてAC/DCに参加する。

## 経歴
1956年、後に音楽活動で著名になるヤング兄弟の長兄アレックス・ヤングの子として生まれる。1963年にヤング一家はオーストラリアに移住したが、アレックス家はイギリスに地盤を築くため同行しなかった。なお、叔父にあたるアンガス・ヤングとは1歳違いである。
スティーヴィーは、もともと1970年代の遅い時期に、スコットランド南部のホイック(Hawick)で、いくつかのバンドで活動した後、1980年に結成した自身のロック・バンド、スターファイターズで、1980年代はじめに2枚のアルバムを制作した。ファースト・アルバム『Starfighters』をリリースしたスターファイターズは、AC/DCのアルバム『バック・イン・ブラック』のイギリス・ツアーで前座を務めた。
スターファイターズは1983年に解散し、その後1987年に一時的に再結成した。しかし、もはやAC/DCの支えもなく、再結成はうまく行かなかった。
1988年、AC/DCはアルバム『ブロウ・アップ・ユア・ヴィデオ』のツアーを5月3日のメイン州ポートランド公演から始めたが、当時アルコール依存症が進んで対処が必要になっていたリズムギターのマルコムは、このアメリカ・ツアーではステージに上がらず、代わってスティーヴィーがその穴を埋めた。ファンの大部分は、スティーヴィーがマルコムに容貌が似ていたこともあって、スティーヴィーへの交代に気づかなかった。
1989年、スティーヴィーは、新たにリトル・ビッグ・ホーン(Little Big Horn)を結成し、そのデモ・テープをマルコムにプロデュースしてもらった。このバンドは、BBC Radio 1のトミー・ヴァンス(Tommy Vance)司会のラジオ番組『Friday Rock Show』のために演奏を録音したものの、結局はレコード・レーベルとの契約を得られないまま、解散してしまった。
その後、スティーヴィーは、アップ・ライジング(Up Rising)を結成したが、これも長続きはしなかった。
スターファイターズは、AC/DCにまつわるエピソードや関係者のインタビューを集めた2001年の書籍『Get your jumbo jet out of my airport』に取り上げられ、またレア盤ガイドなどでも言及されることがある。

## ディスコグラフィ

### Starfighters
- Starfighters （1981年） Jive Records
- In-Flight Movie （1983年） Jive Records

### AC/DC
- Rock or Bust（2014年）
- Power Up （2020年）